# Chrysolaena
Chrysolaena es un género de plantas fanerógamas perteneciente a la familia de las asteráceas. Comprende 13 especies descritas y de estas, solo 9 aceptadas.

## Taxonomía
El género fue descrito por Harold E. Robinson y publicado en Proceedings of the Biological Society of Washington 101(4): 956. 1988. La especie tipo es Vernonia flexuosa Sims.  = Chrysolaena flexuosa (Sims) H.Rob.	

## Especies aceptadas
A continuación se brinda un listado de las especies del género Chrysolaena aceptadas hasta julio de 2012, ordenadas alfabéticamente. Para cada una se indica el nombre binomial seguido del autor, abreviado según las convenciones y usos.
- Chrysolaena flexuosa (Sims) H.Rob.
- Chrysolaena guaranitica Dematt.
- Chrysolaena hatschbachii H.Rob.
- Chrysolaena lithospermifolia (Hieron.) H.Rob.
- Chrysolaena obovata (Less.) M. Dematteis
- Chrysolaena oligophylla (Vell.) H.Rob.
- Chrysolaena platensis (Spreng.) H.Rob.
- Chrysolaena propinqua (Hieron.) H.Rob.
- Chrysolaena verbascifolia (Less.) H.Rob.